# Rio Santo Antônio Grande
Rio Santo Antônio Grande är ett vattendrag i Brasilien.   Det ligger i delstaten Alagoas, i den östra delen av landet, 1 500 km nordost om huvudstaden Brasília.